# Шазе Анри
Шазе Анри (фр. Chazé-Henry) насеље је и општина у западној Француској у региону Лоара, у департману Мен и Лоара која припада префектури Сегре.
По подацима из 2011. године у општини је живело 843 становника, а густина насељености је износила 42,43 становника/km². Општина се простире на површини од 19,87 km². Налази се на средњој надморској висини од 96 метара (максималној 107 m, а минималној 52 m).

## Демографија
| 1962. | 1968. | 1975. | 1982. | 1990. | 1999. | 2011. |
| ----- | ----- | ----- | ----- | ----- | ----- | ----- |
| 1.054 | 1.124 | 1.017 | 1.075 | 1.046 | 940   | 843   |

График промене броја становника у току последњих година